# Paraclius breviventris
Paraclius breviventris är en tvåvingeart som beskrevs av Van Duzee 1931. Paraclius breviventris ingår i släktet Paraclius och familjen styltflugor. Inga underarter finns listade i Catalogue of Life.